# Dublinbor

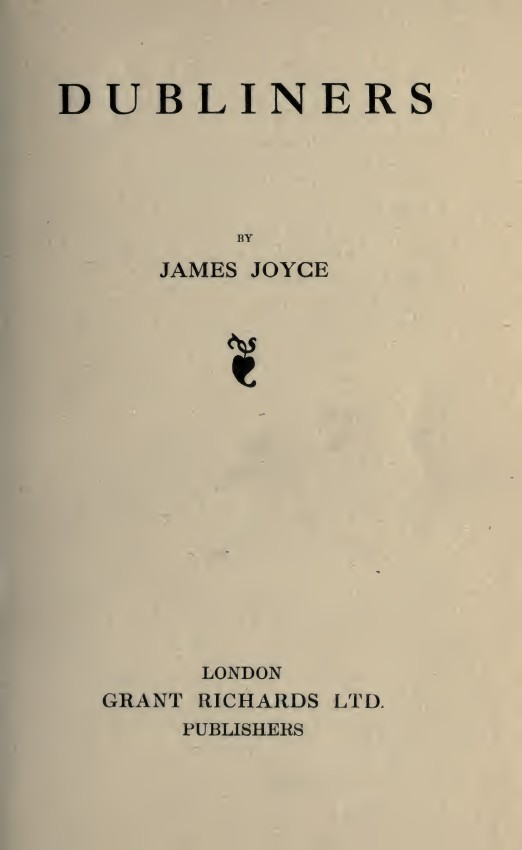
Dubliners, 1914

Dublinbor (Dubliners), är en novellsamling av James Joyce, utgiven 1914. Samlingen innehåller femton noveller som utspelar sig bland människor i Dublin i början av 1900-talet.
Boken finns i tre svenska översättningar, som Dublin-noveller i Emilie Kullmans översättning 1931, som Dublinbor i Thomas Warburtons översättning 1956 och som Dublinbor i Erik Anderssons översättning 2018.

## Innehåll (originaltitlar inom parentes)
- Systrarna (The Sisters)
- Ett möte (An Encounter)
- Arabien (Araby)
- Eveline (Eveline)
- Efter loppet (After the Race)
- Två kavaljerer (Two Gallants)
- Pensionatet (The Boarding House)
- Ett litet moln (A Little Cloud)
- Motstycken (Counterparts)
- Jord (Clay)
- Pinsam händelse (A Painful Case)
- Minnesdag på valbyrån (Ivy Day in the Committee Room)
- En mor (A Mother)
- Nåd (Grace)
- De döda (The Dead)